# Pachydema lucasi
Pachydema lucasi är en skalbaggsart som beskrevs av Louis Jérôme Reiche 1859.
Pachydema lucasi ingår i släktet Pachydema och familjen Melolonthidae. Inga underarter finns listade i Catalogue of Life.